# Crateri di 4 Vesta
Segue una lista dei crateri d'impatto presenti sulla superficie di 4 Vesta. La nomenclatura di 4 Vesta è regolata dall'Unione Astronomica Internazionale; la lista contiene solo formazioni esogeologiche ufficialmente riconosciute da tale istituzione.
I crateri di Vesta portano i nomi di donne della Roma antica o di figure associate alla dea Vesta. L'unica eccezione è costituita dal cratere Angioletta.
Sono tutti stati identificati durante la missione della sonda Dawn, l'unica ad avere finora raggiunto Vesta.

## Prospetto
| Cratere    | Eponimo | Latitudine | Longitudine | Diametro  |
| ---------- | --- | ---------- | ----------- | --------- |
| Aconia     | Aconia Fabia Paulina - Nobildonna (c. ... - 384 d.C.). | 7,54° N    | 151,37° E   | 19 km     |
| Aelia      | Aelia Oculata - Vestale (c. 83 d.C.). | 14,2° S    | 140,7° E    | 4,3 km    |
| Africana   | Cornelia Africana - Matrona, madre di Tiberio e Gaio Gracco (c. 189 - 110 a.C.).                                                                                     | 68,99° N   | 345,87° E   | 25,43 km  |
| Albana     | Albana - Vestale. | 74° N      | 56,3° E     | 96 km     |
| Albia      | Albia Dominica - Augusta romana, moglie di Valente (c 337-378 d.C.).                                                                                                 | 27,85° S   | 78,85° E    | 5,79 km   |
| Alypia     | Alipia - Nobildonna, figlia di Antemio (fl. 467-472 d.C.). | 70,22° S   | 139,22° E   | 15,17 km  |
| Angioletta | Angioletta Coradini - Astrofisica italiana (1946-2011). | 40,16° S   | 179,25° E   | 18,42 km  |
| Antonia    | Antonia minore - Moglie di Druso maggiore (36 a.C. - 37 d.C.). | 58,9° S    | 200,8° E    | 17,4 km   |
| Aquilia    | Aquilia Severa - Vestale e moglie di Eliogabalo (fl. III secolo). | 49,7° S    | 41° E       | 36,8 km   |
| Arruntia   | Arruntia - Vestale (fl. 70 a.C.). | 39,4° N    | 71,6° E     | 11,2 km   |
| Bellicia   | Bellicia - Vestale (fl. III secolo). | 37° N      | 47° E       | 34 km     |
| Bruttia    | Bruzia Crispina - Augusta romana, moglie di Commodo (c ...-193 d.C.).                                                                                                | 63,81° N   | 237,09° E   | 20,68 km  |
| Caesonia   | Azia maggiore - Patrizia madre di Augusto (85 - 43 a.C.). | 31,2° N    | 249,93° E   | 104,23 km |
| Calpurnia  | Calpurnia - Vestale (fl. III secolo). | 16,7° N    | 199,4° E    | 50 km     |
| Cannutia   | Cannuzia - Vestale (fl. 213 d.C.). | 58,93° S   | 214,73° E   | 17,97 km  |
| Canuleia   | Canuleia - Vestale. | 33,7° S    | 294,5° E    | 11,2 km   |
| Caparronia | Caparronia - Vestale (m. 266 a.C.). | 36° N      | 167° E      | 54 km     |
| Charito    | Charito - Augusta romana, moglie di Gioviano (fl. 363-364 d.C.). | 44,8° S    | 90,71° E    | 6,55 km   |
| Claudia    | Claudia - Vestale (c. 143 a.C.). Questo cratere è utilizzato per definire il meridiano a 356° E.                                                                     | 1,6° S     | 356° E      | 0,7 km    |
| Coelia     | Celia Concordia - Ultima delle vestali massime (fl. 384 d.C.). | 1,14° S    | 239,82° E   | 14,06 km  |
| Cornelia   | Cornelia - Vestale (c. 23 d.C.). | 9,3° S     | 225,5° E    | 15 km     |
| Cossinia   | Cossinia - Vestale. | 0,63° N    | 178,96° E   | 15,72 km  |
| Domitia    | Domitia - Vestale (fl. 10-19 d.C.). | 37° N      | 188° E      | 25 km     |
| Domna      | Giulia Domna - Augusta romana, moglie di Settimio Severo (170-217 d.C.).                                                                                             | 11° S      | 75,8° E     | 13 km     |
| Drusilla   | Drusilla - Ultima figlia di Germanico Giulio Cesare. | 15,1° S    | 261,4° E    | 21 km     |
| Eumachia   | Eumachia - Sacerdotessa romana di Venere a Pompei (fl. I secolo d.C.).                                                                                               | 0,1° S     | 167,1° E    | 26,8 km   |
| Eusebia    | Eusebia - Augusta romana, moglie di Costanzo II. | 42,2° S    | 204,5° E    | 26 km     |
| Eutropia   | Eutropia - Augusta romana, seconda moglie di Massimiano. | 22,4° N    | 105° E      | 21 km     |
| Fabia      | Fabia - Vestale (fl. 73 a.C. - 58 a.C.). | 15,6° N    | 265,9° E    | 12 km     |
| Fausta     | Fausta Massima Flavia - Imperatrice romana, moglie di Costantino I.                                                                                                  | 25,44° S   | 99,76° E    | 3,14 km   |
| Flavola    | Flavola - Vestale (c. 215 d.C.). | 9,16° S    | 329,56° E   | 2,87 km   |
| Fonteia    | Fonteia - Vestale (fl. 69 a.C.). | 53,1° S    | 141,3° E    | 20,8 km   |
| Floronia   | Floronia - Vestale (m. 216 a.C.). | 36° N      | 304° E      | 20 km     |
| Fulvia     | Fulvia - Moglie di Publio Clodio Pulcro, Gaio Scribonio Curione e Marco Antonio.                                                                                     | 26,13° S   | 292,65° E   | 16,73 km  |
| Fundania   | Annia Fundania Faustina - Patrizia romana (m. 192 d.C.). | 57,62° N   | 285,02° E   | 29,23 km  |
| Galeria    | Galeria Fundana - Augusta romana, moglie di Vitellio (fl. I secolo d.C.).                                                                                            | 29,9° S    | 228,4° E    | 21 km     |
| Gegania    | Gegania - Vestale. | 4° N       | 61° E       | 44 km     |
| Graecina   | Pomponia Grecina - Matrona romana (fl. I secolo d.C.). | 37,45° S   | 237,01° E   | 11,93 km  |
| Helena     | Flavia Giulia Elena - Augusta romana, madre di Costantino I. | 41,4° S    | 122,5° E    | 22 km     |
| Herennia   | Erennia Etruscilla - Augusta romana, moglie di Decio. | 72,42° S   | 10,33° E    | 22,33 km  |
| Hortensia  | Ortensia - Oratrice, figlia di Quinto Ortensio Ortalo (fl. 50 a.C.,).                                                                                                | 46,85° S   | 165,38° E   | 29,45 km  |
| Iuinia     | Iunia - Vestale (fl. 107 d.C.). | 35,58° S   | 238,22° E   | 3,03 km   |
| Justina    | Giustina - Augusta romana, moglie di Valentiniano I (m. 388 d.C.).                                                                                                   | 34,4° S    | 317,9° E    | 7 km      |
| Laelia     | Laelia - Vestale (c. 62 d.C.). | 46,8° S    | 140,5° E    | 9,2 km    |
| Laeta      | Leta Clodia - Vestale (c. 213 d.C.). | 14,9° N    | 329,9° E    | 1,37 km   |
| Laurentia  | Acca Larenzia - Nel mito, madre adottiva di Romolo e Remo. | 28,15° S   | 92,8° E     | 11,48 km  |
| Lepida     | Lepida - Vestale (c. 25 d.C.). | 16,7° N    | 306,8° E    | 44 km     |
| Licinia    | Licinia - Vestale (fl. 140 a.C. - 113 a.C.). | 23,5° N    | 17,4° E     | 23,8 km   |
| Lollia     | Lollia Paolina - Augusta romana, moglie di Caligola (c. 15 - 49 d.C.).                                                                                               | 37,36° S   | 242,33° E   | 4,9 km    |
| Longina    | Domizia Longina - Augusta romana, moglie di Domiziano (c. 53 - 128 d.C.).                                                                                            | 36,96° N   | 20,65° E    | 17,65 km  |
| Lucilla    | Annia Aurelia Galeria Lucilla - Augusta romana, moglie di Lucio Vero e Tiberio Claudio Pompeiano (c. 150 - 182 d.C.).                                                | 75,96° S   | 299,12° E   | 19,3 km   |
| Mamilia    | Mamilia - Vestale (fl. 240 d.C.). | 48,4° N    | 292,2° E    | 35,6 km   |
| Marcia     | Marcia - Vestale (m. 113 a.C.). | 10° N      | 190° E      | 58 km     |
| Mariamne   | Mariamne - Regina di Giudea, moglie di Erode il Grande (60 - 29 a.C.).                                                                                               | 68,44° N   | 350,73° E   | 30,33 km  |
| Metrodora  | Claudia Metrodora - Mecenate greco-romana (fl. I secolo a.C.). | 59,43° N   | 100,54° E   | 23,99 km  |
| Minervina  | Minervina - Augusta romana, moglie di Costantino I (m. 307 d.C.). | 16,85° N   | 199,29° E   | 18,34 km  |
| Minucia    | Minucia - Vestale (c. 337 a.C.). | 20,2° N    | 207,4° E    | 21,5 km   |
| Myia       | Myia - Filosofa figlia di Pitagora e Teano, moglie di Milone di Crotone (fl. VI secolo a.C.).                                                                        | 50,5° S    | 106,2° E    | 2,7 km    |
| Numisia    | Numisia - Vestale (c. 204 d.C.). | 7° S       | 247° E      | 30 km     |
| Occia      | Occia - Vestale (fl. 40 a.C. - 19 d.C.). | 15,4° S    | 18,4° E     | 7,2 km    |
| Octavia    | Octavia - Vestale (fl. III secolo). | 3,3° S     | 147° E      | 30 km     |
| Oppia      | Oppia - Vestale (m. 483 a.C.). | 8° S       | 309° E      | 34 km     |
| Paculla    | Paculla Annia - Sacerdotessa di Bacco in Campania (fl. 188 a.C.) | 64,22° N   | 151,15° E   | 22,34 km  |
| Paulina    | Aurelia Paulina - Sacerdotessa di Artemide a Perge (fl. II secolo d.C.)                                                                                              | 11° N      | 343,1° E    | 19 km     |
| Perpennia  | Perpennia - Vestale (fl. I secolo a.C.) | 23,03° S   | 258,75° E   | 21,36 km  |
| Pinaria    | Pinaria - Vestale (c. 600 a.C.). | 29° S      | 32° E       | 37 km     |
| Placidia   | Galla Placidia - Patrizia romana, figlia di Teodosio, regina dei Visigoti come moglie di Ataulfo e Augusta romana, come moglie di Costanzo III (c. 388 - 450 d.C.).. | 19,24° N   | 281,38° E   | 14,75 km  |
| Plancia    | Plancia Magna - Patrizia romana, mecenate a Perge in Panfilia (fl. I/II secolo d.C.)..                                                                               | 61,56° N   | 343,91° E   | 18,485 km |
| Pomponia   | Pomponia - Vestale (c. 213 d.C.). | 70° N      | 114,2° E    | 63 km     |
| Portia     | Porzia - Figlia di Marco Porcio Catone Uticense e moglie di Marco Giunio Bruto (m. 42 a.C.).                                                                         | 0,91° N    | 191,17° E   | 11,44 km  |
| Publicia   | Flavia Publicia - Vestale (c. 213 d.C.). | 14,5° N    | 84,4° E     | 15,9 km   |
| Postumia   | Postumia - Vestale (c. 410 a.C.). | 33,84° N   | 33,77° E    | 195,89 km |
| Rheasilvia | Rea Silvia - Madre di Romolo e Remo. | 75° S      | 301° E      | 500 km    |
| Rubria     | Rubria - Vestale (c. 54 d.C.). | 7,4° S     | 18,4° E     | 10 km     |
| Rufillia   | Rufillia - Vestale (c. 250 - 301 d.C.). | 12,92° S   | 288,71° E   | 15,79 km  |
| Scantia    | Scantia - Vestale (fl. 40 a.C. - 23 d.C.). | 29,5° N    | 274,6° E    | 20,2 km   |
| Sentia     | Mesia Sentinate - Donna romana citata da Valerio Massimo per aver difeso la propria causa di fronte ai pretori.                                                      | 38,39° S   | 170,75° E   | 16,54 km  |
| Serena     | Serena - Nipote di Teodosio (370-408). | 20,5° S    | 120,7° E    | 18,6 km   |
| Severina   | Severina - Vestale (c. 240 d.C.). | 75,5° S    | 121,8° E    | 33 km     |
| Sextilia   | Sextilia - Vestale (m. 274 a.C.). | 39° S      | 146° E      | 20 km     |
| Sossia     | Sossia - Vestale. | 36,8° S    | 285,8° E    | 8,2 km    |
| Tarpeia    | Tarpea - Vestale. | 69,5° S    | 29° E       | 41 km     |
| Teia       | Teia Eufrosine Ruffina - Vestale (fl. III secolo). | 3,4° S     | 271° E      | 6,6 km    |
| Torquata   | Torquata - Vestale (c. 48 d.C.). | 46,4° N    | 354° E      | 35 km     |
| Tuccia     | Tuccia - Vestale. | 40° S      | 197° E      | 12 km     |
| Urbinia    | Urbinia - Vestale. | 30° S      | 276° E      | 24 km     |
| Varronilla | Veneneia - Vestale (c. 10-83 d.C.). | 29,62° N   | 179,58° E   | 158,45 km |
| Veneneia   | Veneneia - Vestale. | 52° S      | 170° E      | 450 km    |
| Vettenia   | Vettenia - Vestale (c. 200 d.C.). | 4,8° N     | 229,31° E   | 18,89 km  |
| Vibidia    | Vibidia - Vestale (c. 48 d.C.). | 26,9° S    | 220,1° E    | 7,6 km    |